# Cirsa
CIRSA es una empresa española de juego y ocio fundada en 1978 y uno de los líderes mundiales en el sector. Desde abril de 2018 es propiedad de Blackstone. En 2025 tiene más de 16.000 empleados y cuenta con 447 casinos bajo gestión, licencias de juego en línea y más de 50.000 máquinas de slots en un total de 11 países. 

## Historia
La empresa comienza en Terrasa en 1978 de la mano de su fundador, Manuel Lao Hernández, con un pequeño laboratorio con la denominación Compañía Internacional de Recreativos S.A. para cambiar su nombre al actual, CIRSA, en 1983.
En 1982 se constituye la sociedad UNIDESA, (Universal de desarrollos electrónicos S.A.) Para la fabricación de máquinas recreativas.
En 1985 CIRSA incorpora su primer casino en España, el Casino de Marbella.
En 1990 comienza la expansión internacional adquiriendo un casino en la República Dominicana y en Isla de Margarita (Venezuela), así como con la apertura de salones recreativos en Argentina y Chequia.
En 1996 consiguen la homologación para la comercialización de máquinas recreativas en el estado de Misisipi, lo que abre las puertas al mercado estadounidense.
En 1999 se hace con la concesión para explotar la lotería de Buenos Aires, incluyendo el Casino Puerto Madero instalado sobre dos barcos anclados.
En 2001 crean en alianza con el grupo Lottomatica Global Bingo Corporation. Ese mismo año se inaugura en Estocolmo (Suecia) el centro de ocio más grande de Europa (4.500 m²).
En 2002 CIRSA inaugura el Majestic Casino de Panamá, el más grande y lujoso de Centroamérica.
En 2007 se crea Nortia Corporation, con sede en Tarrasa, para reorganizar las actividades del grupo: inmobiliaria, servicios, juego, arte y aviación corporativa.
En 2012 CIRSA se convierte en la primera compañía española que inicia el juego en línea legal en España con apuestas deportivas, casino, póker y bingo en línea. 
En 2017 CIRSA adquiere 17 casinos en Perú reforzando su expansión internacional.
EL 27 de abril de 2018, el hasta entonces presidente Manuel Lao, anuncia la venta de CIRSA al grupo Blackstone exceptuando la parte argentina de negocio.
En 2019 CIRSA toma el control del 100% de Sportium Apuestas Deportivas tras comprar el 50% que aún no controlaba por 70 millones de euros. Hasta ese momento, CIRSA compartía la propiedad de Sportium con la sociedad Ladbrokes Betting & Gaming, propiedad del grupo británico GVC Holdings.
En 2021 CIRSA lanza el mueble Compact Manhattan, que permite instalar máquinas recreativas de última tecnología en pequeños establecimientos de hostelería.
En 2022 CIRSA vuelca su estrategia de Grupo centrando su operativa en políticas y criterios ESG, reafirmando su compromiso con el crecimiento sostenible y obteniendo la certificación G4 en España y América Latina.
En 2023 CIRSA continua con las políticas de crecimiento sostenible mediante la Adhesión al Pacto Mundial de las Naciones Unidas (ONU)
En 2024 CIRSA adquiere Apuesta Total, la empresa líder de juego online en Perú y que opera bajo un modelo omnicanal que incluye una plataforma completa de apuestas deportivas y casino online, en combinación con una amplia red de más de 500 puntos de apuestas.

## Expansión Internacional
CIRSA trabaja exclusivamente en mercados regulados a través de empresas locales. Esta política se refleja en el pago de impuestos sobre el juego y la actividad corporativa, que ascendió a 662 millones de euros, evidenciando su compromiso con el desarrollo sostenible y responsable en todos los países donde opera.
Actualmente CIRSA opera casinos, salas de juego, máquinas recreativas y licencias de apuestas deportivas y casino en línea en un total de 11 países: España, Italia, Portugal, Marruecos, México, República Dominicana, Costa Rica, Puerto Rico, Panamá, Colombia y Perú.

## Áreas de Negocio
CIRSA ofrece una amplia experiencia de ocio y juego para sus clientes en diversos mercados y segmentos:

### Casinos y Salas de juego
Dentro de su negocio de casinos, abarcan su oferta Retail de salas de gestión propia, que incluye en todos los casos una amplia variedad de máquinas recreativas, ruletas electrónicas, junto con otros juegos electrónicos, y en algunos casos, mesas de juego y bingo tradicional. Esta oferta se complementa con una amplia gama de servicios, como gastronomía y espectáculos.

### SPORTIUM y Apuestas Deportivas
Su oferta de juegos en línea incluye apuestas deportivas, casino y juegos sociales. Estos servicios son proporcionados principalmente bajo las marcas Sportium, Apuesta Total y EPlay24. Además, gestionan apuestas deportivas en salas de juego y bares, lo que les permite ofrecer una experiencia de entretenimiento omnicanal a todos sus clientes.

### Máquinas de Slots
En España, se lleva a cabo la explotación de máquinas recreativas (AWP) en bares, cafés y restaurantes. Además, la división B2B se encarga del diseño, la fabricación y la comercialización de estas máquinas para el mercado español, junto con el desarrollo y la comercialización de software para la gestión de casinos. Tanto el Grupo como otras empresas tienen acceso a la gama completa de productos y servicios ofrecidos. En Italia, la explotación de máquinas recreativas (AWP y VLT) se extiende a bares, cafés, restaurantes, salones y salas de bingo.

## Compromiso y objetivos ESG
Según el informe de sostenibilidad de 2023, la empresa se centra en cuatro áreas clave: Juego Responsable, medioambiente, entorno social y gobierno corporativo. Para garantizar la ejecución de esta estrategia, CIRSA cuenta con un Comité de ESG supervisado por el Presidente Ejecutivo e integrado por directores corporativos experimentados. Las prioridades incluyen promover políticas de Juego Responsable, cumplir con normativas en mercados regulados, fomentar entornos laborales seguros y diversos, y reducir el impacto medioambiental a través del uso de energías renovables y mejoras tecnológicas.
Evaluada por Sustainalytics, CIRSA tiene en la actualidad una calificación de 12.7, catalogándola como una compañía con bajo riesgo en materia ESG. Además, S&P Global premia al Grupo con la invitación al Corporate Sustainability Assessment (CSA) situando a la compañía en el percentil 87 dentro de la industria de Casinos.

### Juego Responsable
En 2023, CIRSA obtuvo una doble certificación en materia de Juego Responsable para sus casinos en España, otorgadas por la European Casino Association (ECA) y el Global Gambling Guidance Group (G4). Esta certificación refuerza el compromiso de CIRSA con la promoción de prácticas de juego seguras y responsables. La compañía sigue implementando políticas y medidas de formación para garantizar que el juego se realice de manera ética y segura, protegiendo a los jugadores y minimizando los riesgos asociados al juego compulsivo. Uno de los hitos claves a nivel corporativo es la formación del 100% de los empleados de los establecimientos en materia de Juego Responsable.

### Programas de Sostenibilidad
CIRSA ha reforzado su compromiso con la sostenibilidad al integrarse en el programa de Naciones Unidas Climate Ambition Accelerator. 
CIRSA ha integrado los riesgos climáticos en su sistema de gestión, siguiendo las recomendaciones del Task Force on Climate-related Financial Disclosures (TCFD). 
La empresa realiza análisis enfocados en los riesgos derivados del cambio climático para cuantificar sus impactos y mejorar sus prácticas ambientales. Además, CIRSA apuesta por la reducción de su huella de carbono mediante el uso de energías renovables y la implementación de tecnologías sostenibles, reafirmando su compromiso con la mitigación del cambio climático y la promoción de la sostenibilidad en todas sus operaciones.

### Iniciativas Comunitarias y Filantrópicas
CIRSA ha firmado un acuerdo de colaboración con la Universidad Autónoma de Barcelona (UAB) para realizar investigaciones aplicadas en juegos de azar, apuestas deportivas, uso de juegos, adicciones y procesos psicosociales asociados. Además, la empresa participa activamente en programas de voluntariado y en iniciativas que promueven la igualdad de género, como la adhesión a los Women's Empowerment Principles de las Naciones Unidas y la participación en el Target Gender Equality. Estas acciones demuestran el compromiso de CIRSA con el bienestar de las comunidades y con la promoción de prácticas inclusivas y equitativas.

## Desempeño financiero
En 2024, la empresa reportó ingresos de explotación de 2150 millones de euros, 662 millones en impuestos y un beneficio operativo de 699 millones de euros.
Durante el primer trimestre de 2025, la empresa reporta unos ingresos de explotación de 576,7 millones de euros y un beneficio operativo de 179 millones de euros. Un incremento de +12,5% y +9,1% respectivamente sobre los resultados del primer trimestre de 2024.
La deuda corporativa del grupo cotiza en los mercados de capitales de Londres.